# برينس أوف ويلز (جزيرة)
جزيرة برينس أوف ويلز (بالإنجليزية: Prince of Wales Island)‏ هي جزيرة ضمن أرخبيل ألكسندر الواقع في جنوب شرق ألاسكا. 
وهي رابع أكبر جزيرة في الولايات المتحدة الأمريكية (بعد هاواي، جزيرة كودياك، وبورتوريكو) والسابعة والتسعين في العالم.
طول الجزيرة 217 كم وعرضها 105 كم، ومساحتها 6674 كم مربع، أي حوالي عشر مساحة أيرلندا وأكبر قليلاً من ولاية ديلاوير.
عدد السكان تقريباً 6000 نسمة ، وأكبر تجمع سكاني هو تجمع كريغ، الذي نشأ كمنجم للملح في أوائل القرن العشرين وبها حوالي 3500 نسمة.
ويسكن حوالي 900 نسمة قرية كلاووك، وهي تعيش على صيد السمك.